# Њиртелек
Њиртелек (мађ. Nyírtelek) је град у жупанији Саболч-Сатмар-Берег, у региону Северне Велике равнице у источној Мађарској.

## Историја
Град је одвојен од Њиређхазе и постао је независно насеље у јануару 1952. године под именом Шерекут. Преименован је у садашње име исте године, у новембру 1952.

## Географија
Покрива површину од 6.792 km2 (2.622 sq mi) и има популацију од 6.484 становника (2015).

## Становништво
Током пописа из 2011. године, 89% становника се изјаснило као Мађари, 3% као Роми, 0,2% као Румуни и 0,2% као Украјинци (11% се није изјаснило. Због двојног идентитета, укупан број може бити већи од 100% ) . Верска дистрибуција је била следећа: римокатолици 35,5%, реформисани 8%, гркокатолици 14,2%, лутерани 6,1%, неденоминациони 11,5% (23,6% није се изјаснило).